# Walter Hinostroza
Wálter Wilfrido Hinostroza Jácome (n. Guayaquil, Ecuador; 27 de octubre de 1988) es un futbolista ecuatoriano. Juega de portero y su equipo actual es Naranja Mekánica Fútbol Club de la Segunda Categoría de Ecuador.

## Estadísticas

### Clubes
Actualizado al último partido disputado el 24 de abril de 2024.
| Club                             | Temporada     | Liga  | Liga  | Copas nacionales | Copas nacionales | Copas internacionales | Copas internacionales | Total | Total |
| Club                             | Temporada     | Part. | Goles | Part.            | Goles            | Part.                 | Goles                 | Part. | Goles |
| -------------------------------- | ------------- | ----- | ----- | ---------------- | ---------------- | --------------------- | --------------------- | ----- | ----- |
| Fedeguayas · Ecuador             | 2006          | 18    | 0     | -                | -                | -                     | -                     | 18    | 0     |
| Fedeguayas · Ecuador             | Total club    | 18    | 0     | -                | -                | -                     | -                     | 18    | 0     |
| Academia Alfaro Moreno · Ecuador | 2007          | 19    | 0     | -                | -                | -                     | -                     | 19    | 0     |
| Academia Alfaro Moreno · Ecuador | 2008          | 10    | 0     | -                | -                | -                     | -                     | 10    | 0     |
| Academia Alfaro Moreno · Ecuador | 2009          | 7     | 0     | -                | -                | -                     | -                     | 7     | 0     |
| Academia Alfaro Moreno · Ecuador | Total club    | 36    | 0     | -                | -                | -                     | -                     | 36    | 0     |
| C. S. Patria · Ecuador           | 2010          | 12    | 0     | -                | -                | -                     | -                     | 12    | 0     |
| C. S. Patria · Ecuador           | Total club    | 12    | 0     | -                | -                | -                     | -                     | 12    | 0     |
| Municipal Cañar · Ecuador        | 2010          | 0     | 0     | -                | -                | -                     | -                     | 0     | 0     |
| Municipal Cañar · Ecuador        | Total club    | 0     | 0     | -                | -                | -                     | -                     | 0     | 0     |
| Segundo Hoyos Jácome · Ecuador   | 2011          | 8     | 0     | -                | -                | -                     | -                     | 8     | 0     |
| Segundo Hoyos Jácome · Ecuador   | Total club    | 8     | 0     | -                | -                | -                     | -                     | 8     | 0     |
| Carlos Borbor Reyes · Ecuador    | 2012          | 9     | 1     | -                | -                | -                     | -                     | 9     | 1     |
| Carlos Borbor Reyes · Ecuador    | Total club    | 9     | 1     | -                | -                | -                     | -                     | 9     | 1     |
| Ferroviarios · Ecuador           | 2012          | 5     | 0     | -                | -                | -                     | -                     | 5     | 0     |
| Ferroviarios · Ecuador           | Total club    | 5     | 0     | -                | -                | -                     | -                     | 5     | 0     |
| Macará · Ecuador                 | 2013          | 1     | 0     | -                | -                | -                     | -                     | 1     | 0     |
| Macará · Ecuador                 | 2014          | 20    | 0     | -                | -                | -                     | -                     | 20    | 0     |
| Macará · Ecuador                 | 2015          | 39    | 0     | -                | -                | -                     | -                     | 39    | 0     |
| Macará · Ecuador                 | 2016          | 4     | 0     | -                | -                | -                     | -                     | 4     | 0     |
| Macará · Ecuador                 | 2017          | 0     | 0     | -                | -                | -                     | -                     | 0     | 0     |
| Macará · Ecuador                 | Total club    | 64    | 0     | -                | -                | -                     | -                     | 64    | 0     |
| Fuerza Amarilla · Ecuador        | 2018          | 3     | 0     | -                | -                | -                     | -                     | 3     | 0     |
| Gualaceo S. C. · Ecuador         | 2019          | 17    | 0     | 2                | 0                | -                     | -                     | 19    | 0     |
| Fuerza Amarilla · Ecuador        | 2020          | 18    | 0     | 0                | 0                | -                     | -                     | 18    | 0     |
| Fuerza Amarilla · Ecuador        | Total club    | 21    | 0     | 0                | 0                | 0                     | 0                     | 21    | 0     |
| Gualaceo S. C. · Ecuador         | 2021          | 15    | 0     | 0                | 0                | -                     | -                     | 15    | 0     |
| Gualaceo S. C. · Ecuador         | 2022          | 17    | 0     | 2                | 0                | -                     | -                     | 19    | 0     |
| Gualaceo S. C. · Ecuador         | 2023          | 25    | 0     | 0                | 0                | -                     | -                     | 25    | 0     |
| Gualaceo S. C. · Ecuador         | Total club    | 74    | 0     | 4                | 0                | 0                     | 0                     | 78    | 0     |
| 9 de Octubre · Ecuador           | 2024          | 5     | 0     | 0                | 0                | -                     | -                     | 5     | 0     |
| 9 de Octubre · Ecuador           | Total club    | 5     | 0     | 0                | 0                | 0                     | 0                     | 5     | 0     |
| Libertad F. C. · Ecuador         | 2024          | 0     | 0     | 0                | 0                | -                     | -                     | 0     | 0     |
| Libertad F. C. · Ecuador         | Total club    | 0     | 0     | 0                | 0                | 0                     | 0                     | 0     | 0     |
| Total carrera                    | Total carrera | 252   | 1     | 4                | 0                | 0                     | 0                     | 256   | 1     |
| 1.                               |               |       |       |                  |                  |                       |                       |       |       |

## Palmarés

### Campeonatos nacionales
| Título  | Club   | País    | Año  |
| ------- | ------ | ------- | ---- |
| Serie B | Macará | Ecuador | 2016 |